# Doigts de dattes
 (août 2013).
Si vous disposez d'ouvrages ou d'articles de référence ou si vous connaissez des sites web de qualité traitant du thème abordé ici, merci de compléter l'article en donnant les références utiles à sa vérifiabilité et en les liant à la section « Notes et références ».
Doigts de dattes (en arabe تمر الأصابع / Tamr al-asabi) est un roman de l'écrivain irakien Muhsin Al-Ramli, publié à Madrid en espagnol en 2008 et à Beyrouth et l'Algérie en arabe en 2009. Il a été sélectionné en 2010 pour participer à la troisième édition du prix littéraire le plus important pour la fiction en arabe, l'IPAF (Prix international pour l'arabe Fiction).

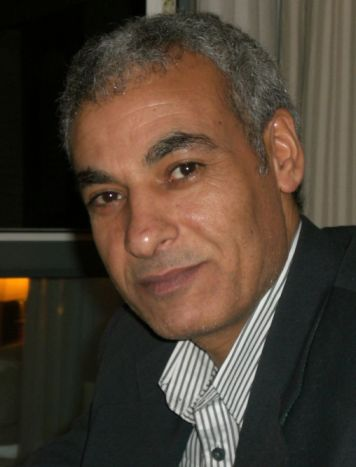
Muhsin Al-Ramli محسن الرملي

## Résumé
Cela fait dix ans que Selim a quitté l´Irak, laissant derrière lui la dictature, la guerre et les strictes traditions familiales et religieuses de son pays pour vivre à Madrid. Une rencontre surprise avec son père, Noé, dont il n´avait eu la moindre nouvelle depuis qu´il avait quitté son village, l´oblige à revivre l´histoire de sa famille. L´intrigue du roman se déroule sur deux axes: le passé en Irak d´un côté, et le présent en Espagne de l´autre.

## Accueil critique et analyse
Cet ouvrage développe le thème de la confrontation entre l'Est et l'Ouest, la migration et la recherche d'un équilibre entre les deux cultures: celle du pays d'origine et du pays d'accueil, mais aussi sur la dictature et la guerre, la religion, le conflit entre la modernité et les valeurs traditionnelles sur la nature humaine elle-même, au-delà de toute appartenance culturelle, sur l'amour et le désir de vengeance, le tragique et le comique dans le cadre de vie, tant sur l'histoire individuelle que collective.